# Anthy-sur-Léman
Anthy-sur-Léman é uma comuna francesa na região administrativa de Auvérnia-Ródano-Alpes, no departamento da Alta Saboia. Estende-se por uma área de 4.62 km². Em 2010 a comuna tinha 2 275 habitantes (densidade: 492,4 hab./km²).